# Longues-sur-Mer (baterie)

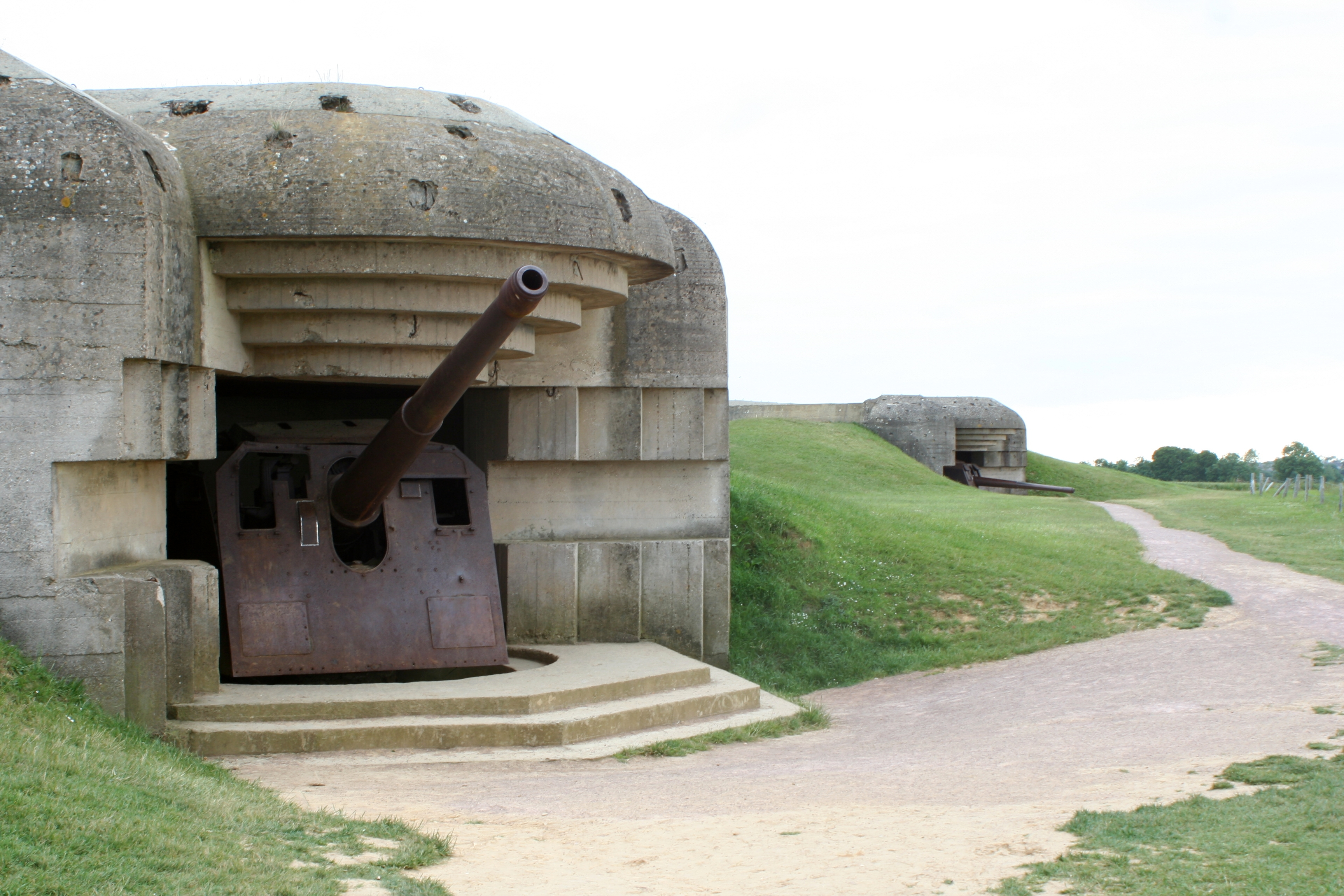
Dělový bunkr baterie Longues-sur-Mer s dutinami v betonu vyplněnými zeminou a trávou; další zbraňový bunkr v pozadí

Longues-sur-Mer byla obranná dělostřelecká baterie Wehrmachtu, která byla součástí německých pobřežních opevnění Atlantického valu. Byla umístěna v prostoru mezi vyloďovacími plážemi Omaha Beach a Gold Beach a byla dokončena v dubnu 1944. Baterii zkonstruovali a posádku zpočátku tvořili členové německého vojenského námořnictva (Kriegsmarine), později však byla převedena pod křídla německé armády (Wehrmacht). Sestávala ze čtyř 150 mm námořních kanónů (každý byl chráněn velkým betonovým krytem), z velitelského stanoviště, přístřešků pro personál a střelivo, a několika obranných kulometných stanovišť.
V noci na 6. června 1944 byla vystavena palbě čítající přibližně 1 500 tun střeliva, hodně z toho však zasáhlo nedalekou vesnici. Další ostřelování následovalo od 05:37 hod. ráno z francouzského křižníku Georges Leygues a americké bitevní lodi Arkansas. Baterie samotná zahájila palbu v 06:05 hod. a během dne vypálila celkem 170 ran, čímž například přinutila velení lodi HMS Bulolo k ústupu do klidnějších vod. Tři ze čtyř zbraní byly nakonec zneschopněny britskými křižníky Ajax a Argonaut, jeden kanón však dále operoval s přestávkami až do 19:00 hod. večer. Posádka baterie, kterou tvořilo 184 mužů, z nichž polovina byla starších 40 let, se následující den vzdala 231. pěší brigádě. Největší ztrátu spojenců způsobil výbuch munice, který zabil několik britských vojáků.